# Insurgencia islamista en Níger
Desde 2015, el área trifronteriza entre Burkina Faso, Mali y Níger ha mantenido un fuerte foco yihadista, originario de Mali. La insurgencia ha tenido lugar en dos regiones distintas de Níger. En el suroeste, el Estado Islámico - Provincia del Sahel y Nusrat al-Islam han llevado a cabo ataques en la zona fronteriza con Burkina Faso y Mali. Mientras tanto, en el sureste, el Estado Islámico - Provincia del África Occidental ha establecido el control en la zona.
Los frágiles gobiernos en el Sahel han contribuido en la expansión del yihadismo en la región. La estabilidad se ha visto significativamente afectada por frecuentes transferencias de poder, ejemplificadas por el intento fallido de golpe de Estado que sufrió Níger en 2021  y un golpe de Estado exitoso en 2023. 

## Trasfondo
Los mayores atentados en Nigeria han ocurrido en las décadas de 2010 y 2020.
Níger combate con los insurgentes yihadistas tanto en sus regiones occidentales, como resultado del desbordamiento de la guerra de Mali, como en su región sudoriental, como resultado del desbordamiento de la insurgencia de Boko Haram. La insurgencia en el oeste del país comenzó con incursiones en 2015, intensificándose en 2017 con las masacres cometidas por grupos afiliados a Al Qaeda y al Estado Islámico.

## Cronología

### 2019
El 10 de diciembre de 2019, yihadistas pertenecientes al EIGS atacaron un puesto militar en Inates, asesinando a más de setenta soldados y secuestrando a varios más. El ataque fue el incidente más mortífero en la historia del Ejército de Níger.

### 2020
El 9 de enero de 2020, un gran grupo de milicianos del EIGS asaltaron una base militar nigerina en Chinagodrar, Tillabéri. Se confirmó que más 89 soldados nigerinos murieron en combate, convirtiéndolo en el peor ataque contra el Ejército desde el comienzo de la insurgencia.

### 2021
Durante este año, la frecuencia de los ataques incrementó drásticamente. Se llevaron a cabo ataques todos los meses del año 2021. Como referencia, el ataque de Toumour del 12 de diciembre de 2020, que provocó la muerte de 28 personas, fue en su momento el mayor atentado en Níger. Los ataques entre diciembre de 2020 y enero de 2021 se llevaron a cabo durante las elecciones municipales y regionales de Níger, mientras que el atentado de febrero tuvo como objetivo específico a miembros de la comisión electoral.

#### Enero
El 2 de enero, las aldeas de Tchombangou y Zaroumdareye fueron atacadas por yihadistas. Los ataques dejaron un saldo inicial de 79 muertos. 49 de las víctimas había sido asesinadas en Tchombangou y las 30 restantes en Zaroumdareye. Un día después del ataque se reportaron 21 muertes más, elevando la cantidad total a 100 víctimas mortales. El 8 de junio, el Alto Comisionado de las Naciones Unidas para los Refugiados informó de 73 muertos en Tchombangou y 32 en Zaroumdareye, elevando la cifra a 105. El Gobierno nigerino desplegó soldado en la frontera después de los ataques. Los perpetradores eran combatientes islamistas que habían cruzado la frontera desde Mali.
Poco antes de la masacre, dos yihadistas que fueron vistos en la zona fueron asesinados por aldeanos locales. Según se sospecha, los ataques fueron en represalia por los asesinatos.

#### Febrero
El 21 de febrero, siete miembros de la comisión electoral murieron y otros tres resultaron heridos tras la detonación de una mina terrestre en Tillabéri. El atentado tuvo lugar el mismo día de la segunda vuelta de las elecciones presidenciales.

#### Marzo
El 16 de marzo, motociclistas armados asaltaron un convoy que regresaba de un mercado en la región de Tillabéri, cerca de la frontera con Mali, asesnando a 58 personas.
El 21 de marzo, otros motociclistas atacaron las aldeas de Intazayene, Bakorat y Wistan, en Tahoua, cerca de la frontera con Malí, matando a 137 personas. El número de muertos convirtió al ataque en el atentado yihadista más mortífero en la historia de Níger. El recién electo presidente, Mohamed Bazoum, condenó los ataques y declaró tres días de luto nacional.
El 24 de marzo, 10 personas fueron asesinadas durante ataques en dos aldeas de la región de Tillabéri.

#### Abril
El 18 de abril, 19 personas murieron y otros dos resultaron heridos cuando hombres armados irrumpieron en una aldea en la región de Tillabéri.

#### Mayo
El 3 de mayo, una patrulla militar fue en Tahoua. 16 soldados resultaron asesinados y otros seis resultaron heridos. Fue el primer ataque contra militares desde principios de año.
El 12 de mayo, cinco aldeanos fueron asesinados y dos más resultaron heridos después de que milicianos irrumpieran en la aldea de Fantio, Tillabéri, durante las celebraciones del Aid al-Fitr.
El 30 de mayo, cuatro civiles y cuatro soldados murieron durante una incursión llevada a cabo por combatientes de Boko Haram en la ciudad de Diffa. Los yihadistas atacaron la ciudad al atardecer, a bordo de unos 15 vehículos, pero fueron repelidos por las fuerzas de seguridad durante un largo tiroteo, en el que murieron seis atacantes.

#### Junio
El 25 de junio, milicianos atacaron una aldea y localidades cercanas, asesinando a 19 civiles. Los ataques iniciaron en la aldea de Danga Zawne, Tillabéri, matando a tres personas. Luego atacaron granjas cercanas, matando a las otras dieciséis.
El 29 de junio, combatientes de Boko Haram abrieron fuego en contra de un autobús en la carretera entre Diffa y Maine Soroa, asesinando a cuatro civiles, incluyendo al conductor, dos aldeanos y un jefe local, e hiriendo a otros dos más. Los combatientes luego se movilizaron a otra carretera, abriendo fuego contra un contingente de soldados, hiriendo a seis de ellos. Se produjo un tiroteo y trece terroristas fueron abatidos.

#### Julio
El 2 de julio, cerca de 100 motociclistas armados atacaron la aldea de Tchoma Bangou y mataron a cuatro civiles. Las fuerzas de seguridad respondieron al ataque con un tiroteo que resultó en la muerte de cinco soldados y 40 terroristas.
El 25 de julio, catorce personas fueron asesinadas y una más fue herida cuando hombres armados atacaron la aldea de Wiye. Nueve de las víctimas murieron mientras trabajan en el campo.
El 28 de julio, 19 civiles fueron asesinados y cinco más resultaron heridos cuando militantes irrumpieron la aldea de Deye Koukou, en Banibangou, cerca de la frontera con Malí.

#### Agosto
El 1 de agosto, combatientes islamistas tendieron una emboscada contra un grupo de soldados en Torodi, Tillabéri. Mientras los soldados huían y trasladaban a los heridos, una bomba detonó. Quince soldados murieron en el ataque, mientras que seis más están desaparecidos.
El 16 de agosto, motociclistas armados irrumpieron en la aldea de Darey-Daye, Níger, abriendo fuego contra civiles, asesinando a 37 personas, incluidos 14 niños.
El 20 de agosto, hombres armados abrieron fuego contra una mezquita en la aldea de Theim, Tillaberi, asesinando a 16 personas.
El 25 de agosto, combatientes de Boko Haram atacaron un puesto militar en Diffa, matando a 16 soldados e hiriendo a otros nueve. Al menos 50 terroristas fueron asesinados.

#### Octubre
El 11 de octubre, diez personas murieron y una más resultó herida cuando insurgentes abrieron fuego en contra de una mezquita en la aldea de Abankor.
El 18 de octubre, hombres armados abrieron fuego contra una estación de policía en Tillaberi, asesinando a tres agentes e hiriendo a siete.
El 20 de octubre, seis miembros de la Guardia Nacional murieron cuando hombres armados emboscaron un convoy que transportaba al prefecto de Bankilare y sus guardaespaldas, quienes consiguieron huir ilesos.

#### Noviembre
El 2 de noviembre, milicianos del Estado Islámico del Gran Sahara (EIGS) atacaron una delegación encabezada por el alcalde de Banibangou, asesinando a 69 personas. Entre los muertos se encontraban el alcalde y el líder de una milicia de autodefensa.
El 4 de noviembre, quince soldados murieron cuando yihadistas atacaron un puesto militar en la aldea de Anzourou.

#### Diciembre
El 5 de diciembre, motociclistas armados atacaron una base militar internacional en Tillabéri, matando a 29 soldados. 79 de los invasores fueron asesinados.
El 5 de diciembre, en la batalla de Fantio, 12 soldados nigerinos y decenas de insurgentes murieron.
El 20 de diciembre, Soumana Boura, un miembro importante del EIGS, fue asesinado por las fuerzas francesas mediante un ataque con drones.

### 2022

#### Febrero
El 18 de febrero, un ataque aéreo ejecutado sobre Nachade,  Maradi,asesintó a siete niños e hirió a otros cinco. Los medios localesacusaronn a Nigeria sinevidencias, y este país afirmó que estaba iniciando una investigación.
El 20 de febrero, al menos 18 civiles murieron durante un ataque en contra de su vehículo perpetrado por milicianos cerca de la frontera con Malí.

#### Junio
El 16 de junio, cerca de 40 insurgentes murieron en una serie de ataques franceses con drones cerca de la frontera con Burkina Faso.

### 2023

#### Febrero
El 10 de febrero, al menos 17 soldados nigerinos fueron asesinados en Intagamey.

#### Marzo
El 10 de marzo, tropas nigerinas fueron atacadas en la ciudad occidental de Tiloa. En persecución de los atacantes, las fuerzas nigerinas ingresaron Hamakat, en Mali, donde asesinaron a 79 terroristas. Níger no reportó víctimas.
Entre el 13 al 19 de marzo, las fuerzas nigerinas mataron cerca de 20 combatientes de Boko Haram y arrestaron a otros 83 en una operación en la frontera con Nigeria.

#### Mayo
El 7 de mayo, siete soldados nigerinos murieron después de una mina terrestre fuera activada por su vehículo cerca de la frontera con Burkina Faso.

#### Julio
A inicios de julio, dos miembros importantes del EI-PS fueron capturados en una operación conjunta entre tropas nigerinas y francesas cerca de la frontera con Burkina Faso.
El 14 de julio, un agente de policía y cuatro civiles murieron en un atentado cerca de la frontera con Burkina Faso. Dos de los terroristas también murieron en el ataque.
El 26 de julio el presidente Mohamed Bazoum fue depuesto tras un golpe de Estado. Posteriormente, Abdourahamane Tchiani se autoproclamó líder de la junta militar. Esto condujo a una crisis nacional e internacional. 

#### Agosto
El 17 de agosto, miembros del JNIM asesinaron a 17 soldados nigerinos, hiriendo a otros 20 en una emboscada cerca de la ciudad de Koutougou. Más de 100 milicianos fueron abatidos durante la retirada. El EI-PS también atacó tres aldeas, matando al menos a 50 civiles.
El 22 de agosto, insurgentes asesinaron a 12 soldados en Anzourou.

#### Octubre
El 2 de octubre, más de 100 islamistas asesinaron a 29 soldados nigerinos e hirieron a dos más en Tabatol utilizando IED y “vehículos kamikaze”. Varias docenas de los atacantes murieron.
Entre el 15 al 16 de octubre, seis soldados nigerinos murieron en una serie de combates cerca de la frontera entre Níger y Burkina Faso. Las autoridades locales informaron de 31 muertes de lado de los terroristas.

### 2024

#### Marzo
El 21 de marzo, un ataque del EI-PS en Tillabéri dejó un saldo de 23 soldados nigerinos muertos y 17 heridos. Más de 100 milicianos atacaron durante la noche mientras los soldados estaban en misión de seguridad. Cerca de 30 yihadistas también murieron.

#### Junio
El 23 de junio, el ejército nigerino asesinó a nueve combatientes del EI-GS, incluyendo al comandante Abdoulaye Souleymane Idouwal, y arrestó a otros 31 en una operación en la región de Tillabéri.
El 24 de junio, combatientes islamistas mataron a 20 soldados nigerinos y a un civil en la aldea de Tassia. Un informe del Ejército de Níger también confirmó la muerte de decenas de los milicianos.

#### Julio
El 5 de julio, el Ejército nigerino asesinó a más de 100 insurgentes en una operación aeroterrestre como respuesta al ataque del 24 de junio.
El 23 de julio, cerca de la aldea fronteriza de Foneko, se produjo un enfrentamiento entre el ejército nigerino y fuerzas islamistas, con un saldo de 15 soldados muertos, 16 heridos y tres desaparecidos. En el enfrentamiento también murieron 21 yihadistas.

#### Agosto
El 3 de agosto, Jama'a Nusrat ul-Islam wa al-Muslimin secuestró a dos ciudadanos rusos en Mbanga.

#### Septiembre
El 20 de septiembre, múltiples ataques islamistas mataron a 12 soldados nigerinos e hirieron a otros 30. Como represalia, las Fuerzas Armadas lanzaron un ataque aeroterrestre que asesinó a más de 100 insurgentes.

#### Diciembre
El 12 de diciembre, un enfrentamiento en la aldea de Petel Kole, cerca de Burkina Faso, dejó a 10 soldados nigerinos y a 26 yihadistas muertos.

### 2025

#### Enero
El 11 de enero, subordinados del EI-PS secuestraron a Eva Gretzmacher, ciudadana austriaca de 73 años en su casa, en Agadez.

#### Marzo
El 21 de marzo, un atentado en contra de una mezquita en Kokorou mató a 44 personas e hirió a otras 13, llevando al Gobierno a declarar tres días de luto.

#### Abril
El 13 de abril, Claudia Abbt, una inmigrante suiza de 63 años, fue secuestrada en su casa en Agadez. El crimen fue perpetuado por los mismos secuestradores de Gretzmacher.
El 24 de abril, combatientes del EI-PS emboscaron a un contingente militar al norte de Sakoira, matando a 12 personas.
El 25 de abril, cinco trabajadores indios fueron secuestrados en su trabajo, cerca de la presa de Kandadji.

#### Mayo
El 15 de mayo, combatientes del JNIM tomaron control de una base militar en Boni, Torodi, cerca de la frontera con Burkina Faso. Según informó el Ejército burkinés, se envió un helicóptero de reconocimiento para evaluar la situación, pero tuvo que retirarse debido a los intensos tiroteos.
El 25 de mayo, el EI-PS lanzó un ataque contra una base enTillia, Tahoua. Los insurgentes ocuparon brevemente la base, saqueando municiones, armas y varios vehículos. Hubo un total de 58 muertos.

#### Junio
El 19 de junio, cientos de combatientes del EI-PS lanzaron un ataque contra Bani Bangou, Talliberi, cerca de la frontera con Níger. Los insurgentes prendieron fuego al campamento local del Ejército y la Guardia Nacional, saqueando la ciudad antes de retirarse. El Ministerio de Defensa confirmó 34 soldados muertos y 11 heridos.
El 20 de junio, 71 civiles fueron masacrados y otros 20 resultaron heridos durante una congregación religiosa en Manda, Talliberi, por militantes del EI-PS.
Entre el 24 y el 25 de junio se produjeron motines en el Ejército nigerino en Filingué y Téra, con los soldados negándose a participar en una misión de combate, exigiendo mejores recursos e inteligencia. El comandante de la compañía, el teniente coronel Massaoudou Dari Mossi, fue golpeado por sus hombres tras oponerse al motín, siendo transportado a Turquía para su hospitalización.